# Ronny Trocker
Ronny Trocker (* 1978 in Bozen) ist ein italienischer Filmregisseur und Drehbuchautor.

## Leben
Ronny Trocker wurde 1978 in Bozen geboren. Er arbeitete zunächst als Toningenieur bei verschiedenen Theater- und Musikprojekten in Berlin. Im Jahr 2004 zog er nach Argentinien, wo er in Buenos Aires an der Universidad del Cine studierte. Zurück in Europa studierte er ab 2012 am Fresnoy-Studio National des Arts Contemporains in Tourcoing, einer auf audiovisuelle Medien spezialisierten Kunstschule.
Im gleichen Jahr realisierte er mit Grenzland – Terra di Confine seinen ersten Dokumentarfilm. Darin beschreibt er die Historie und die Gegenwart seiner Heimatregion Südtirol. Ein Jahr später folgte der Kurzdokumentarfilm Gli immacolati über einen Fall von Vergewaltigung und sich aufschaukelnder Fremdenfeindlichkeit in einem norditalienischen Dorf. Trockers Kurzfilm Sommer war unter anderem 2016 im Kurzfilmwettbewerb der Berlinale zu sehen.
Trockers Spielfilmdebüt Die Einsiedler  feierte 2016 bei den Filmfestspiele von Venedig seine Weltpremiere, wo der Film in der Sektion Orizzonti gezeigt wurde. Im Film hat ein introvertierter Bergbauernsohn Schwierigkeiten, sich zwischen dem einsamen Leben auf dem Hof mit der Mutter und dem belebten Leben im Tal zu orientieren. Trocker setzte bei dem Film auf das Gegenüberstellen der Welten, in denen sich die Figuren bewegen, so die Handarbeit auf dem Berg einerseits und das Maschinelle im Tal andererseits. Die Kontraste drücken sich auch auf der visuellen Ebene aus, so in der Farbgestaltung.
Der zweite Spielfilm des Südtiroler Regisseurs, Der menschliche Faktor, wurde im Januar 2021 beim Sundance Film Festival erstmals gezeigt. Eine erste Vorstellung in Deutschland ist im Juni 2021 im Rahmen der Internationalen Filmfestspiele Berlin in der Sektion Panorama geplant.
Trocker lebt in Brüssel und arbeitet dort, aber auch in Berlin und Paris.

## Filmografie
- 2007: Amor Precario (Kurzfilm)
- 2012: Eiszeit (Kurzfilm)
- 2012: Grenzland – Terra di Confine (Dokumentarfilm)
- 2014: Gli immacolati (Dokumentarkurzfilm)
- 2016: Die Einsiedler
- 2016: Sommer (Kurzfilm)
- 2021: Der menschliche Faktor

## Auszeichnungen (Auswahl)
Chicago International Film Festival
- 2014: Auszeichnung mit der Silbermedaille in der Kategorie Best Narrative/Live Action Short (Gli immacolati)

Europäischer Filmpreis
- 2017: Nominierung als Bester Nachwuchsfilm (Die Einsiedler)

Fünf Seen Filmfestival
- 2017: Auszeichnung mit dem Großen Preis (Die Einsiedler)[9]

Internationale Filmfestspiele Berlin
- 2016: Nominierung als Bester Kurzfilm für den Goldenen Bären (Sommer)

Internationale Filmfestspiele von Venedig
- 2016: Nominierung als Bester Film für den Venice Horizons Award (Die Einsiedler)

Sundance Film Festival
- 2021: Nominierung für den Grand Jury Prize im World Cinema Dramatic Competition (Der menschliche Faktor)